# 허생전
허생전(許生傳)은 박지원이 지은 한문 소설, 고전 소설, 풍자 소설이다. 풍자·비판·현실개혁적 성격을 지니고 있는 이 소설은, 집필 당시보다 약 1세기 앞선, 17세기 조선 효종때를 시대적 배경으로 하고 있다. 이 소설을 통해 박지원은 허생과 실존 인물인 이완과의 대화를 통해 허례허식에 물들어 있고 보수적인 양반을 신랄하게 비판했으며, 실용적인 사고를 촉구했다.

## 줄거리
주인공인 허생은 10년 계획을 세우고 글공부에 몰두하지만 7년째 되는 어느 날 가난한 살림에 지친 아내가 허생에게 장인 노릇도 못하고 장사도 못 한다면 도둑질이라도 해서 돈을 벌어 오라고 눈물로 호소한다. 이에 허생은 글공부를 중단하고 장안의 갑부인 변씨를 찾아가서 1만 냥의 돈을 빌린다. 허생은 1만 냥으로 시장에 나가서 과일, 말총 등 생필품을 독점하여 가격이 오를 때에 파는 매점매석으로 독점시장을 형성하여 큰돈을 벌었다. 그는 무역이 잘 되지 않는 조선 땅의 현실에 한탄을 한다. 그 다음날 이완이 다시 허생의 집을 찾아갔으나 허생은 사라지고 없었다.

## 패러디
허생전은 많은 패러디 소설이 있는데, 대표적인 소설이 이남희의 '허생의 처'이다.
- 《호질》